# 普拉特山 (奧地利)
47°26′42″N 10°50′31″E / 47.44500°N 10.84194°E

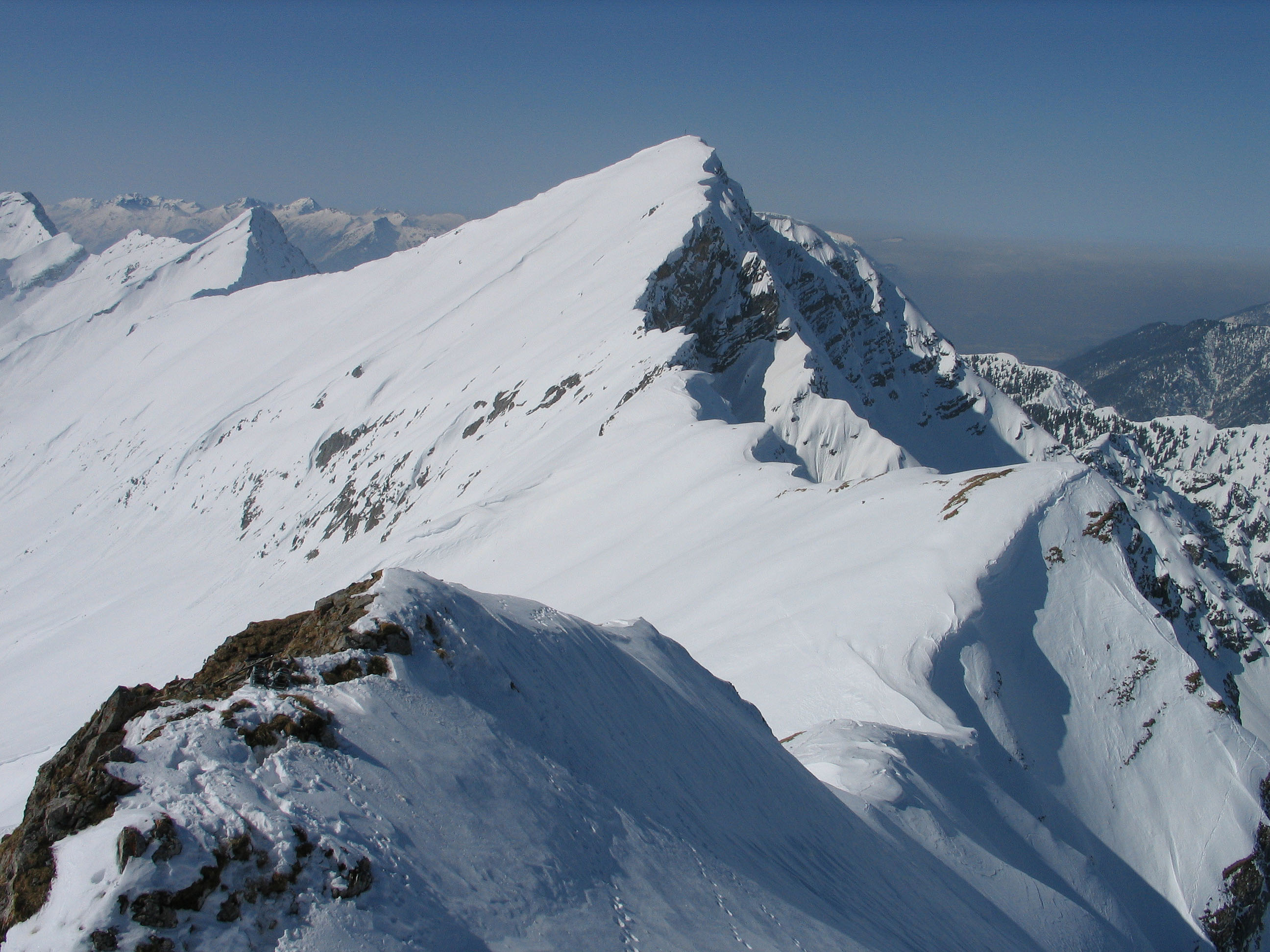

普拉特山（德語：Plattberg），是奧地利的山峰，位於該國西部，由蒂羅爾州負責管轄，屬於阿默高山脈的一部分，距離丹尼爾山2.7公里，海拔高度2,247米，每年平均降雨量1,698毫米。